# Longobucco
Longobucco – miejscowość i gmina we Włoszech, w regionie Kalabria, w prowincji Cosenza.
Według danych na rok 2004 gminę zamieszkiwało 4358 osób, 20,8 os./km².